# بیلی گوت هیل (آلاباما)
بیلی گوت هیل (به انگلیسی: Billy Goat Hill) یک منطقهٔ مسکونی در ایالات متحده آمریکا است که در شهرستان چروکی، آلاباما واقع شده‌است. بیلی گوت هیل ۱۸۵٫۹۳ متر بالاتر از سطح دریا قرار دارد.